# Edskärrets naturreservat
Edskärrets naturreservat är ett naturreservat i Östhammars kommun i Uppsala län.
Området är naturskyddat sedan 1986 och är 14 hektar stort. Reservatet består av en sumpskog och ett kärr vid foten av Börstilsåsen.